# Станционная улица (Москва)
Станцио́нная улица — улица в Тимирязевском районе Северного административного округа и в районе Марфино Северо-Восточного адмиинистративного округа. Проходит от Дмитровского до Сусоколовского шоссе, частично входит в состав Северо-Западной хорды.

## Название
Названа в 1925 году по близости к платформе Окружная Савёловского направления Московской железной дороги.

## Расположение
Станционная улица начинается от Дмитровского шоссе и проходит на восток параллельно Малому кольцу Московской железной дороги и Северо-Восточной хорде (Московскому скоростному диаметру). Улица проходит под эстакадой, на которой располагается платформа Окружная Савёловского направления. Перед эстакадой её пересекает Локомотивный проезд, а за ней — Гостиничный проезд и далее Гостиничная улица. Далее улица проходит под 1-м Алтуфьевским путепроводом, связывающим Ботаническую улицу и Алтуфьевское шоссе». У станции метро «Владыкино» и МЦК Владыкино, переходит в Сусоколовское шоссе и соединительную развязку с СВХ и Сигнальным проездом, проходящим по другую сторону МК МЖД параллельно.

## Учреждения и организации
По чётной стороне:
д. 6 — Информационно-вычислительный центр Московско-Павелецкого отделения Московской железной дороги;
вл. 8 — Владыкинское кладбище.

## Транспорт

#### Автобус
- т36 — от Ботанической улицы до Дмитровского шоссе с двумя остановками «МЦД Окружная» и «Дмитровское шоссе».
- 524 — от остановки «Метро Владыкино» до Гостиничного проезда; обратно идёт через конечную остановку «МЦД Окружная» и выходит на Станционную улицу с Гостиничной улицы.
- т36, 524, м2, н9 — от остановки «Метро Владыкино» до Ботанической улицы.
- 154 — от Гостиничной улицы до Дмитровского шоссе; при движении к ВДНХ проходит по Дмитровскому шоссе до Третьего Нижнелихоборского проезда, потом по Третьему Нижнелихоборскому и Локомотивному проездам и выходит на Станционную улицу.
- 677к — от Дмитровского шоссе до Гостиничного проезда и от Гостиничной улицы до Дмитровского шоссе.

### Метро
В конце Станционной улицы находится станция метро «Владыкино» Серпуховско-Тимирязевской линии. В середине улицы находится один из выходов станции метро «Окружная» Люблинско-Дмитровской линии.
Недалеко от начала улицы находится станция МЦК «Лихоборы», примерно в середине улицы — станция МЦК «Окружная», в конце улицы — станция МЦК «Владыкино».